# Chlorostilbon bracei
Chlorostilbon bracei е изчезнал вид птица от семейство Колиброви (Trochilidae).

## Разпространение
Видът е разпространен в Бахамските острови.